# L’Alqueria d’Asnar
L’Alqueria d’Asnar (spanisch Alquería de Aznar) ist eine Gemeinde im Südosten von Spanien in der Provinz Alicante in der Valencianischen Gemeinschaft. 2024 hatte die Gemeinde 519 Einwohner.

## Geografie
L’Alqueria d’Asnar liegt etwa 59 Kilometer nordnordöstlich von Alicante in einer Höhe von ca. 395 m am Río Serpis. 

## Demografie
| 1900 | 1930 | 1950 | 1970 | 1981 | 1991 | 2001 | 2011 | 2021 |
| ---- | ---- | ---- | ---- | ---- | ---- | ---- | ---- | ---- |
| 223  | 383  | 494  | 549  | 412  | 408  | 417  | 517  | 489  |

## Sehenswürdigkeiten

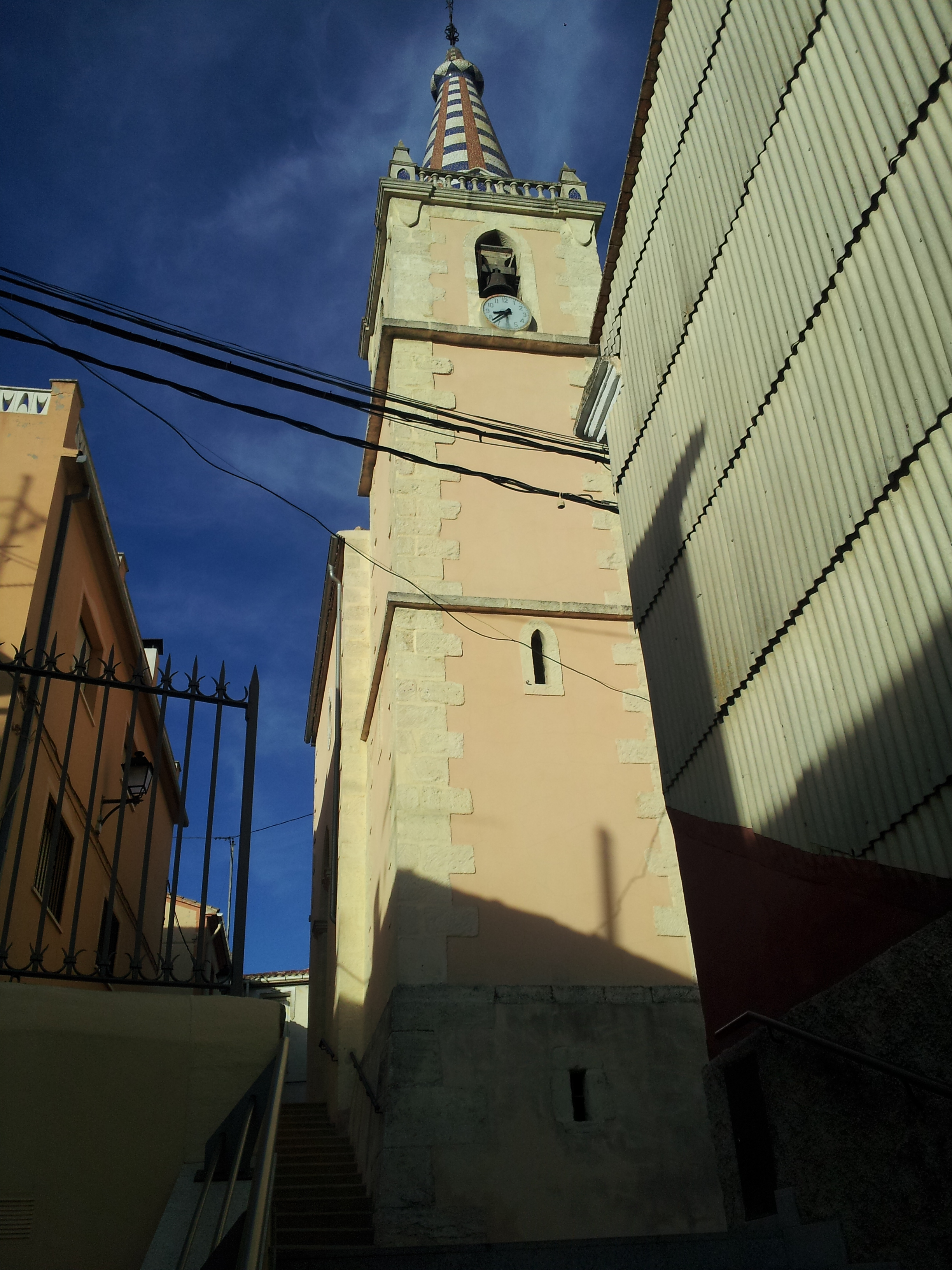
Michaeliskirche
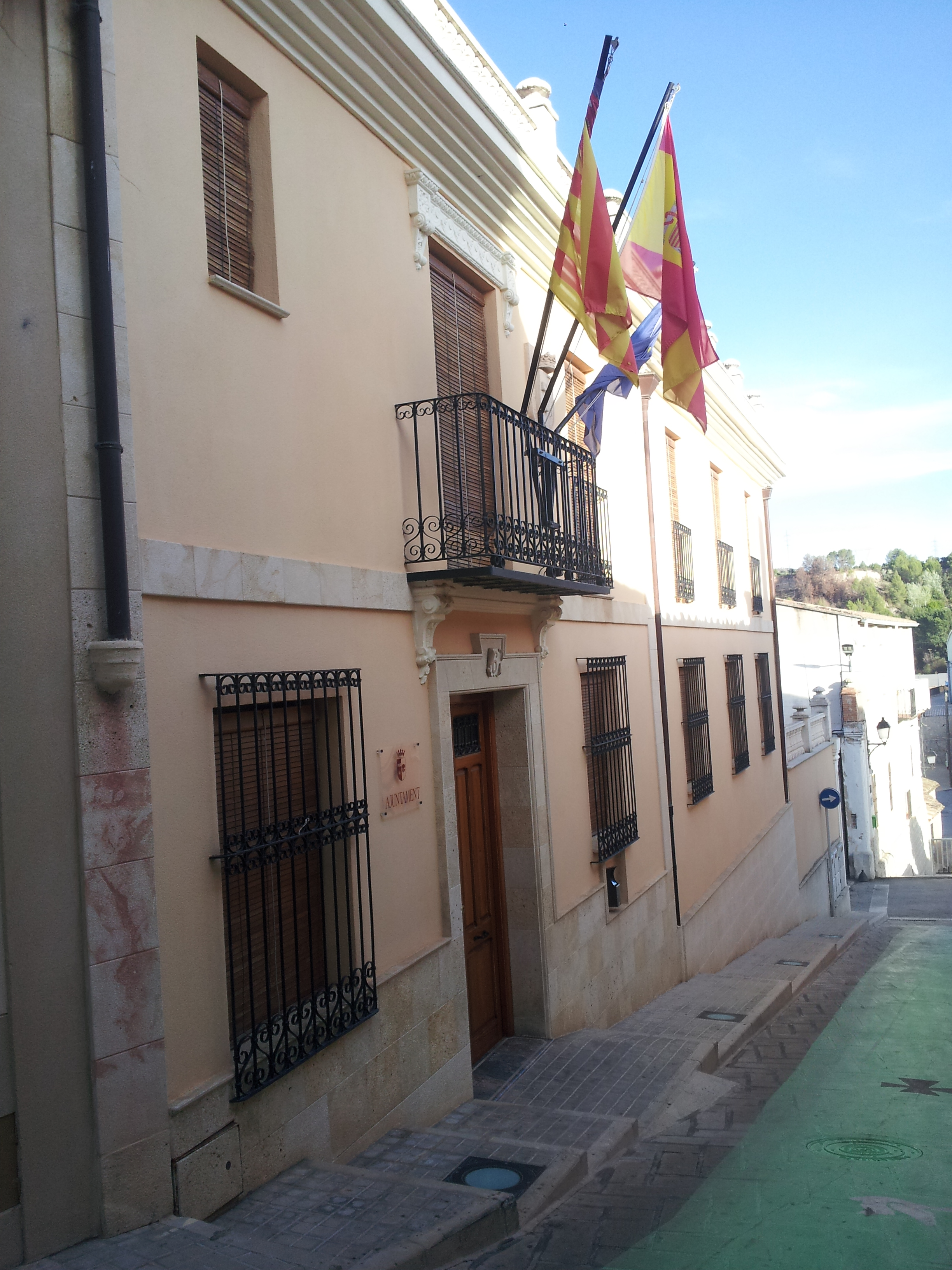
Rathaus

- Michaeliskirche
- Rathaus